# Тулинец (ручей, впадает в Боярское)
Тулинец — ручей в России, протекает по территории Амбарнского сельского поселения Лоухского района Республики Карелии. Длина ручья — 17 км.
Ручей берёт начало из ламбины без названия на высоте 95,6 м над уровнем моря и далее течёт преимущественно в запад-юго-западном направлении по заболоченной местности.
Ручей в общей сложности имеет четыре малых притока суммарной длиной 6,0 км.
В среднем течении Тулинец протекает через озеро Тулинцы, в нижнем — через озеро Боровое, после чего пересекает дорогу местного значения 86К-5 («Р-21 „Кола“ — Энгозеро — Гридино») и линию железной дороги Санкт-Петербург — Мурманск.
Впадает на высоте 80,2 м над уровнем моря в озеро Боярское, через которое течёт река Пулома, впадающая в Энгозеро. Воды Энгозера через реки Калгу и Воньгу попадают в Белое море.
Код объекта в государственном водном реестре — 02020000712102000002070.

## Примечания

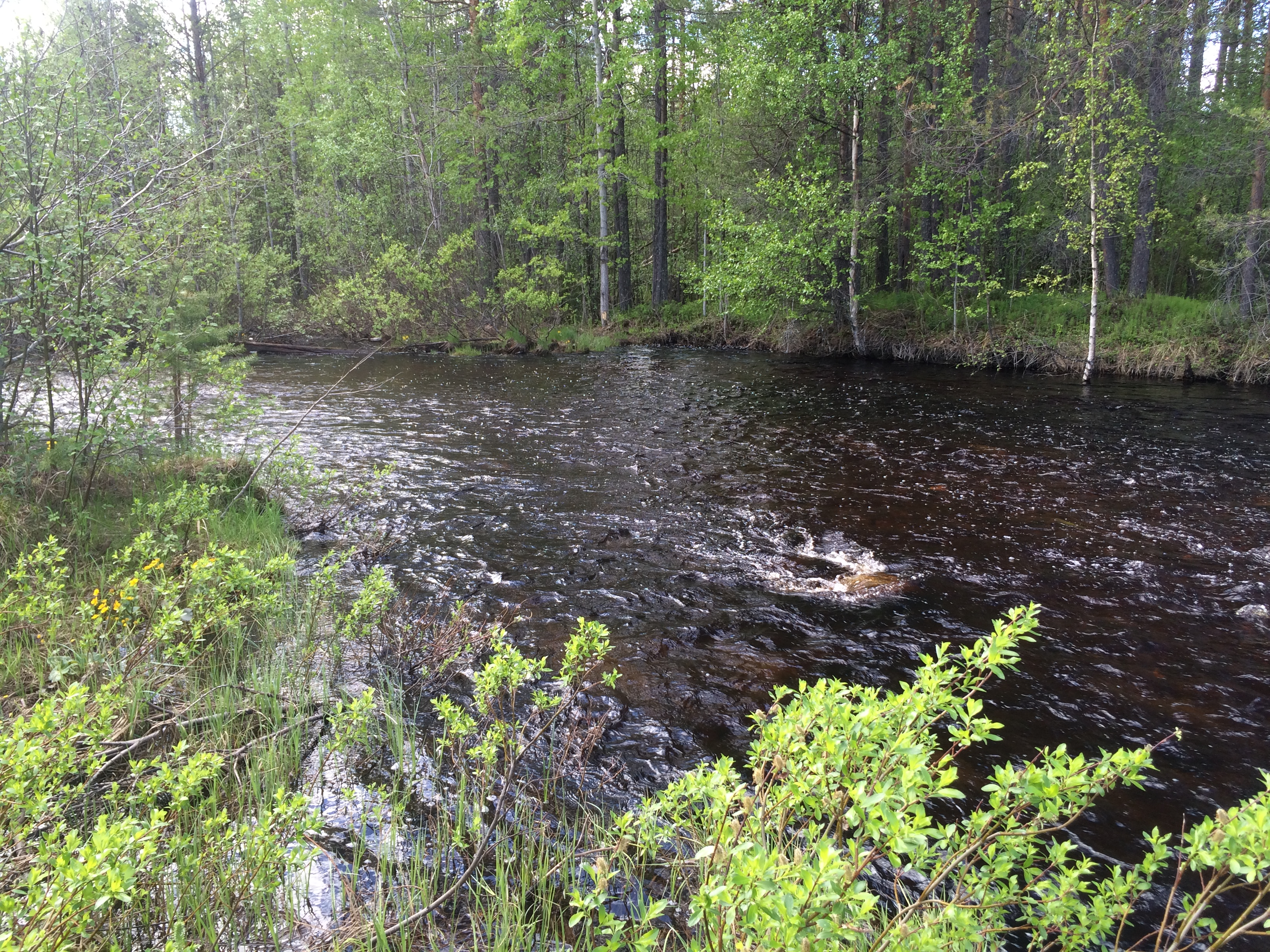
Вид по течению.